# Bildstock (Oberzell)
Der Bildstock in Oberzell befindet sich in Oberzell, einem Teilort der Gemeinde Rot an der Rot im Landkreis Biberach in Oberschwaben. Der Bildstock wurde im Jahre 1720, in der Zeit als Beda Werner Abt des Klosters Ochsenhausen war, errichtet.

## Lage
Bis zum Reichsdeputationshauptschluss im Jahre 1803 gehörte Oberzell zum Territorium der Reichsabtei Ochsenhausen. Innerhalb des geistlichen Gebietes war es dem Amt Tannheim zugeordnet. Der Bildstock befindet sich auf der Windhalde genannten Straße. Die Windhalde, in Unterzell liegend, zweigt ungefähr vierhundert Meter vor dem Ort Zell an der Rot von der Talstraße, ab.

## Beschreibung
Der gemauerte Bildstock ist ungefähr 3,50 Meter hoch und besitzt einen quadratischen Grundriss von etwa 1,50 Meter Seitenlänge. Er enthält eine lebensgroße gefasste Holzskulptur Jesu Christi hinter einem schmiedeeisernen Gitter. Jesus ist vollständig bekleidet und steht neben einer Geißelsäule, an die er mit einer Kette aus Metall gefesselt ist.
In einer Nische im Außengiebel des Bildstocks befindet sich eine geschnitzte Figur des Heiligen Georg, der auf einem Schimmel sitzt und mit einer sich in seiner linken Hand befindlichen Lanze einem Drachen in den Rachen sticht. Die Tatsache, dass sich in der Nische der Heilige Georg befindet, deutet darauf hin, dass der Bildstock sich auf der Gemarkung des Klosters Ochsenhausen befand, dessen Patron Georg war, während die in Sichtweite liegende prämonstratensische Reichsabtei Rot an der Rot die Heilige Verena als Patronin hatte.

## Missionskreuz
Auf dem über vier Meter hohen Missionskreuz vor dem Bildstock steht: „Rette deine Seele“. Zusätzlich ist das Jahr 1950 etwa einen Meter oberhalb des Kreuzfußes eingraviert. Die Jahreszahl 1950 deutet auf die damalige Volksmission im selben Jahr hin.